# Philip Tannura
Philip Tannura, född 28 mars 1897 i New York, död 7 december 1973, var en amerikansk filmfotograf och barnskådespelare

## Filmfoto i urval
- 1950 - Hi-Jacked
- 1950 - The Flying Saucer
- 1946 - Night Editor
- 1935 - Charing Cross Road
- 1931 - Die Nacht der Entscheidung
- 1931 – Generalen